# Natalia Duarte
Nancy María Natalia Duarte Romero (Asunción, 13 de mayo de 1978) es una académica, ingeniera y gestora educativa paraguaya. Desde 2022 es miembro consejera del Consejo Nacional de Educación Superior (Paraguay) (CONES) y rectora de la Universidad Internacional Tres Fronteras (UnInter). Es reconocida por su trayectoria en la educación superior, su participación en organismos académicos nacionales e internacionales y su labor en el desarrollo regional del Alto Paraná.

## Biografía
Nació en Asunción, Paraguay, el 13 de mayo de 1978. Está casada y reside en Ciudad del Este.

## Formación académica
- Doctora en Ciencias de la Educación por la Universidad Internacional Tres Fronteras (2019-2022)
- MBA en Gestión Educacional Innovadora por la Universidad UniAmérica (2022-2023)
- Magíster en Administración en Gestión de Negocios por la Universidad Internacional Tres Fronteras (2003-2005)
- Ingeniera Electromecánica con énfasis en Electrónica por la Universidad Católica Nuestra Señora de la Asunción (1995-2000)

## Carrera académica y profesional
Inició su labor docente en 1999 en la Universidad Católica Nuestra Señora de la Asunción del Alto Paraná, como auxiliar de cátedra y posteriormente como docente en la carrera de Ingeniería.  
En 2001 se incorporó a la Universidad del Norte, desempeñándose como coordinadora de carrera y docente en la Comunitaria del Alto Paraná.  
En 2003 fue designada Delegada Administrativa de la UNINORTE.
En la Universidad Internacional Tres Fronteras, ejerció como vicerrectora (2017-2022) y desde 2022 ocupa el cargo de rectora. Ha presidido el Consejo Superior Universitario y ha impulsado proyectos de cooperación académica y extensión universitaria.
En 2022 fue designada miembro consejera del Consejo Nacional de Educación Superior (Paraguay) (CONES).  
En 2024 integró la Comisión Nacional de Residencias Médicas (CONAREM).

## Participación en organizaciones y asociaciones
Duarte integra y ha integrado diversas entidades académicas y profesionales, entre ellas:
- ASUP
- Unión de Facultades de Medicina Privadas del Paraguay (UFAMEP), de la cual fue presidenta (2023-2024) [6]
- Presidenta del Consejo de Desarrollo Social del Este (CODELESTE) desde 2023[7]
- Cámara de Empresarios de Ciudad del Este y Alto Paraná [8]
- Asociación de Mujeres Emprendedoras del Alto Paraná (AMEDAP)
- TEAM Paraná
- World Compliance Association

## Distinciones
- Doctora Honoris Causa por la Universidad Internacional Tres Fronteras (2021)
- Mujer Destacada del Año – Sector Académico (2022)
- Distinción “Gobernador Enrique Tomás Cresto” como “Líder para el Desarrollo” (Congreso de la Nación Argentina)
- Reconocimiento como docente del VII Seminario Internacional de Ética en el Gerenciamiento de la Salud (Ciudad del Vaticano, 2023)
- Reconocimiento como mejor graduada del Doctorado en Ciencias de la Educación (UNINTER, 2022)
- Bombero Judicial Activo (2023)

## Actividades internacionales
Ha participado como disertante y panelista en foros y congresos en Paraguay, Brasil, Chile, España, Estados Unidos, Italia y la Ciudad del Vaticano, abordando temas de liderazgo, gestión universitaria, educación superior y desarrollo regional.